# Jag är Zlatan Ibrahimović
Jag är Zlatan Ibrahimović är fotbollsspelaren Zlatan Ibrahimović självbiografi, skriven av Zlatan tillsammans med journalisten David Lagercrantz. Den gavs ut senhösten 2011 på Albert Bonniers Förlag och såldes på en månad i runt 415 000 exemplar. År 2012 nominerades den till Augustpriset i kategorin årets fackbok.

## Innehåll
I boken berättar Zlatan Ibrahimović om sig själv och sitt liv, barndomen i Rosengård, uppväxten med sin pappa, genombrottet i Malmö FF som 18-åring, tiden som proffs i Nederländerna, Italien och Spanien, landslagskarriären, bland annat. Dessutom skildrar han ingående relationen med sin tränare Pep Guardiola under tiden i Barcelona. Ibrahimovic kritiserar sin förre landslagskamrat Fredrik Ljungberg, som han kallar primadonna och den tidigare sportchefen i Malmö FF Hasse Borg som under Ibrahimović tid i klubben fungerat som en slags mentor. Ibrahimović beskriver i boken att han betraktade Borg som en '"extrafarsa", men att denne bara var intresserad av att klubben skulle tjäna pengar. Även den förre förbundskaptenen i landslaget, Lars Lagerbäck, kritiseras för sin dåliga hantering av "utekvällen i Göteborg", då Ibrahimović, Olof Mellberg och Christian Wilhelmsson hade gått på krogen för att fira Mellbergs födelsedag, under pågående landslagssamling till EM-kvalet. 
I boken hyllar Ibrahimović många som har betytt mycket för honom, dels familjemedlemmar, dels agenten Mino Raiola, vännen Maxwell och den förre tränaren José Mourinho, som han uttrycker stor beundran och respekt för.
Hasse Borg kommenterade boken i januari 2012, men ville inte uttala sig specifikt om vad som hänt och varför Ibrahimović går så hårt åt honom i självbiografin. 